# Fresno de Torote
Fresno de Torote – miasto w Hiszpanii we wspólnocie autonomicznej Madryt. Leży 30 km na wschód od Madrytu i 15 km od Alcalá de Henares. Liczy 2074 mieszkańców. Zabytki obejmują kościół San Esteban w stylu renesansowym.